# La Cuesta, Veracruz
La Cuesta är en ort i Mexiko.   Den ligger i kommunen Camerino Z. Mendoza och delstaten Veracruz, i den sydöstra delen av landet, 220 km öster om huvudstaden Mexico City. La Cuesta ligger 1 666 meter över havet och antalet invånare är 2 095.
Terrängen runt La Cuesta är bergig åt nordväst, men åt sydost är den kuperad. Terrängen runt La Cuesta sluttar norrut. Runt La Cuesta är det ganska tätbefolkat, med 134 invånare per kvadratkilometer. Närmaste större samhälle är Orizaba, 9,9 km nordost om La Cuesta. I omgivningarna runt La Cuesta växer huvudsakligen savannskog.